# Hay (Familienname)
Hay ist ein englischer Familienname.

## Namensträger

### A
- Adam Hay, 7. Baronet (1795–1867), britischer Adliger, Bankier und Politiker
- Alex Hay (1933–2011), schottischer Golflehrer und -kommentator
- Alexandre Hay (1919–1991), Schweizer Jurist und Funktionär des Roten Kreuzes
- Allan S. Hay (1929–2017), kanadischer Chemiker und Hochschullehrer
- Andrew Hay (* 1985), neuseeländischer Eishockeyspieler
- Andrew K. Hay (1809–1881), US-amerikanischer Politiker
- Andrew Hay (Steuermann) (* 1964), neuseeländischer Ruderer
- Anneli Drummond-Hay (1937–2022), britische Reiterin und Trainerin
- Arthur Hay, 9. Marquess of Tweeddale (1824–1878), schottischer Offizier und Ornithologe
- Arthur Hay, 15. Earl of Kinnoull (1935–2013), britischer Peer und Politiker

### B
- Barry Hay (* 1948), indisch-niederländischer Musiker
- Bernardo Hay (1864–1935), britischer Maler
- Bill Hay (1935–2024), kanadischer Eishockeyspieler
- Bruce Hay (1950–2007), schottischer Rugby-Union-Spieler

### C
- Charles Hay, 3. Marquess of Tweeddale († 1715), schottisch-britischer Peer und Politiker
- Charles Hay, 13. Earl of Erroll (1677–1717), schottisch-britischer Peer und Politiker
- Charles Hay (Offizier) (um 1700–1760), britischer Generalmajor und Politiker
- Charles Hay (Politiker) (1843–1924), schottisch-kanadischer Politiker
- Charles Hay, 20. Earl of Erroll (1852–1927), britischer Peer und Politiker
- Charles Hay (Eishockeyspieler) (1902–1973), kanadischer Eishockeyspieler und -funktionär
- Charles Hay, 14. Marquess of Tweeddale (* 1947), britischer Peer
- Charles Hay, 16. Earl of Kinnoull (* 1962), britischer Peer und Politiker
- Christian Hay (1944–1984), französischer Schauspieler
- Cody Hay (* 1983), kanadischer Eiskunstläufer
- Colin Hay (* 1953), schottisch-australischer Musiker

### D
- Danny Hay (* 1975), neuseeländischer Fußballspieler
- David Hay (* 1948), schottischer Fußballspieler und -trainer
- David Hay, 12. Marquess of Tweeddale (1921–1979), britischer Peer und Politiker
- David de la Hay († 1346), schottischer Adliger und High Constable of Scotland
- Dennis Hay (* 1940), britischer Hockeyspieler und -trainer
- Denys Hay (1915–1994), britischer Historiker
- Don Hay (* 1954), kanadischer Eishockeyspieler und -trainer
- Dwayne Hay (* 1977), kanadischer Eishockeyspieler

### E
- Ebba Hay (1866–1954), schwedische Tennisspielerin
- Eduardo Hay (1877–1941), mexikanischer General, Diplomat und Politiker
- Edward Hay, 13. Marquess of Tweeddale (1947–2005), schottischer Peer und Politiker
- Elizabeth Hay, Countess of Erroll (1801–1856), uneheliche Tochter von König William IV. und Dorothy Jordan
- Elspeth Hay (* 1930), britische Sprinterin

### G
- Garry Hay (* 1977), schottischer Fußballspieler
- George Hay, 7. Earl of Erroll († 1574), schottischer Adliger und Politiker
- George Hay, 1. Earl of Kinnoull (1570–1634), schottischer Adliger
- George Hay, 2. Earl of Kinnoull († 1644), schottischer Adliger
- George Hay, 3. Earl of Kinnoull (* nach 1622; † 1649), schottischer Adliger
- George Hay, 5. Earl of Kinnoull († 1687), schottischer Adliger und Royalist
- George Hay, 5. Marquess of Tweeddale (1758–1770), britischer Peer
- George Hay, 6. Marquess of Tweeddale (um 1700–1787), britischer Adliger
- George Hay, 7. Marquess of Tweeddale (1753–1804), britischer Peer, Politiker und Offizier
- George Hay (Politiker) (1715–1778), britischer Politiker
- George Hay (Bischof) (1729–1811), schottischer Geistlicher, Bischof von Lowland District
- George Hay (Richter) (1765–1830), US-amerikanischer Richter
- George Hay, 16. Earl of Erroll (1767–1798), britischer Adliger und Politiker
- George Hay, 8. Marquess of Tweeddale (1787–1876), britischer Adliger, Offizier und Kolonialbeamter
- George Hay, Earl of Gifford (1822–1862), britischer Adliger und Politiker
- George Hay (Eishockeyspieler) (1898–1975), kanadischer Eishockeyspieler
- George Hay (Schriftsteller) (1922–1997), britischer Schriftsteller
- George D. Hay (1895–1968), US-amerikanischer Hörfunkmoderator
- George Hay-Drummond, 12. Earl of Kinnoull (1827–1897), britischer Peer und Politiker
- George Hay-Makdougall, 3. Baronet (1707–1777), britischer Adliger
- Germán L. Rennow Hay (1905–1980), mexikanischer Diplomat
- Grace Marguerite Hay Drummond-Hay (1895–1946), britische Journalistin und di erste Frau, die in einem Luftschiff die Erde umrundete

### H
- Harry Hay (Schwimmer) (1893–1952), australischer Schwimmer und Trainer
- Harry Hay (1912–2002), US-amerikanischer LGBT-Aktivist
- Henry Hay-Makdougall, 4. Baronet (um 1750–1825), schottisch-britischer Adliger
- Henry Maurice Drummond-Hay (1814–1896), britischer Offizier, Vogelkundler und Fischkundler
- Howard Hay (1866–1940), US-amerikanischer Mediziner
- Hugo Hay (* 1997), französischer Leichtathlet

### J
- James Hay, 1. Baronet (of Smithfield) († 1654), schottischer Adliger und Politiker
- James Hay, 1. Baronet (of Linplum) († 1704), schottischer Adliger und Politiker
- James Hay, 1. Earl of Carlisle (um 1580–1636), schottisch-englischer Adliger, Höfling, Diplomat und Kolonialproprietor
- James Hay, 2. Earl of Carlisle (um 1612–1660), schottisch-englischer Adliger und Kolonialproprietor
- James Hay, 15. Earl of Erroll (1726–1778), britischer Adliger und Politiker
- James Hay (General) (1788–1862), britischer Adliger und General
- James Hay, Lord Hay (1797–1815), britischer Adliger und Offizier
- James Hay (Politiker) (1856–1931), US-amerikanischer Politiker
- James Shaw Hay (1839–1924), britischer Kolonialverwalter
- Jane Benham Hay (1828 oder 1829–unbekannt), britische präraffaelitische Malerin
- Johann Eduard Hay (1815–1841), deutsch-baltischer Porträtmaler der Düsseldorfer Schule
- Johann Leopold von Hay (1735–1794), Bischof von Königgrätz
- John Hay, 1. Lord Hay of Yester (1450–1508), schottischer Adliger und Politiker
- John Hay, 2. Lord Hay of Yester (1470–1513), schottischer Adliger und Politiker
- John Hay, 3. Lord Hay of Yester († 1543), schottischer Adliger und Politiker
- John Hay, 4. Lord Hay of Yester († 1556), schottischer Adliger und Politiker
- John Hay (Theologe) (1546–um 1607), schottischer Theologe
- John Hay, 1. Earl of Tweeddale (1593–1653), schottischer Adliger und Politiker
- John Hay, 1. Marquess of Tweeddale (1625–1697), schottischer Adliger und Politiker
- John Hay, 1. Baronet († 1706), schottischer Adliger
- John Hay, 2. Baronet († um 1659), schottischer Adliger
- John Hay, 2. Marquess of Tweeddale (1645–1713), schottischer Adliger und Politiker
- John Hay (Offizier) (um 1671–1706), schottischer Offizier
- John Hay, 4. Marquess of Tweeddale (um 1695–1762), schottisch-britischer Adliger, Richter und Politiker
- John Hay, 5. Baronet (1755–1830), britischer Adliger und Bankier
- John Hay, 6. Baronet (1788–1838), britischer Adliger und Politiker
- John Hay (Marineoffizier, 1793) (1793–1851), britischer Rear-Admiral und Politiker
- John Hay (Marineoffizier, 1827) (1827–1916), britischer Admiral und Politiker
- John Hay (1838–1905), US-amerikanischer Politiker
- John Hay (Regisseur) (* 1964), britischer Regisseur und Drehbuchautor
- John B. Hay (1834–1916), US-amerikanischer Politiker
- John H. Hay Jr. (1917–1995), US-amerikanischer Generalleutnant
- Joshua Hay (* 1988), neuseeländischer Eishockeyspieler
- Josslyn Hay, 22. Earl of Erroll (1901–1941), britischer Politiker (parteiunabhängig)
- Julius Hay (1900–1975), ungarisch-österreichischer Dramatiker

### K
- Kirsty Hay (* 1972), schottische Curlerin

### L
- Lachlan Hay (* 1986), australischer Shorttracker
- Lothar Hay (* 1950), deutscher Politiker (SPD)
- Louis Hay (* 1926), französischer Literaturwissenschaftler
- Louise Hay (1926–2017), US-amerikanische Autorin
- Louise Hay (Mathematikerin) (1935–1989), französisch-amerikanische Mathematikerin und Hochschullehrerin

### M
- Marie Hay (Agnes Blanche Marie Hay-Drummond; 1873–1938), englische Schriftstellerin
- Marion E. Hay (1865–1933), US-amerikanischer Politiker
- Merlin Hay, 24. Earl of Erroll (* 1948), britischer Politiker (parteiunabhängig)
- Mike Hay, schottischer Curler und Curlingtrainer

### N
- Nicholas Hay, 2. Earl of Erroll († 1470), schottischer Adliger

### O
- Oliver Perry Hay (1846–1930), US-amerikanischer Zoologe

### R
- Richard Hay (* 1964), britischer Autorennfahrer
- Richard L. Hay (1926–2006), US-amerikanischer Geologe
- Robert Hay, 2. Baronet (1672–1751), schottisch-britischer Adliger und Offizier
- Robert Hay (Ägyptologe) (1799–1863), schottischer Reisender, Ägyptologe und Antiquitätenhändler
- Robert Hay (Ruderer) (1897–1968), kanadischer Ruderer
- Robert Hay-Drummond (Bischof) (1711–1776), britischer anglikanischer Geistlicher, Erzbischof von York
- Robert Hay-Drummond, 10. Earl of Kinnoull (1751–1800), britischer Peer und Lord Lyon King of Arms
- Roy Hay (* 1961), britischer Musiker

### S
- Sarah Hay (* 1987), US-amerikanische Fernseh- und Filmschauspielerin sowie Ballerina an der Semperoper Dresden
- Stella Hay (1893–1943), deutsch-österreichische Schauspielerin
- Stuart Munro-Hay (1947–2004), britischer Archäologe, Numismatiker und Äthiopist

### T
- Thomas Hay of Logie († 1513), schottischer Adliger
- Thomas de la Hay († 1406), schottischer Adliger und High Constable of Scotland
- Thomas Hay, 1. Baronet (um 1636–1666/67), schottischer Adliger
- Thomas Hay, 2. Baronet († 1769), schottisch-britischer Adliger
- Thomas Hay, 7. Earl of Kinnoull († 1719), schottisch-britischer Adliger
- Thomas Hay-Drummond, 11. Earl of Kinnoull (1785–1866), britischer Peer und Lord Lyon King of Arms
- Thomas Hay (Bischof) († vor 1493), schottischer Prälat, Bischof von Ross

### V
- Victor Hay, 21. Earl of Erroll (1876–1928), britischer Diplomat und Schriftsteller

### W
- Wellington Hay (1864–1932), kanadischer Politiker
- Will Hay (1888–1949), britischer Schauspieler und Astronom
- William Hay, 1. Lord Hay (um 1374–1437), schottischer Adliger
- William Hay, 1. Earl of Erroll († um 1462), schottischer Adliger
- William Hay, 3. Earl of Erroll († 1507), schottischer Adliger
- William Hay, 4. Earl of Erroll († 1513), schottischer Adliger
- William Hay, 5. Earl of Erroll (um 1495–1522), schottischer Adliger
- William Hay, 6. Earl of Erroll (um 1521–1541), schottischer Adliger
- William Hay, 5. Lord Hay of Yester († 1586), schottischer Adliger
- William Hay, 6. Lord Hay of Yester († 1591), schottischer Adliger
- William Hay, 10. Earl of Erroll († 1636), schottischer Adliger
- William Hay, 4. Earl of Kinnoull (nach 1623–1677), schottischer Adliger
- William Hay, 6. Earl of Kinnoull (nach 1666–1709), schottischer Adliger
- William Hay (Offizier) (nach 1671–1723), schottisch-britischer Adliger und Offizier
- William Hay, 17. Earl of Erroll (1772–1819), britischer Adliger
- William Hay, 18. Earl of Erroll (1801–1846), britischer Adliger
- William Hay (Architekt) (1818–1888), britischer Architekt
- William Hay, 19. Earl of Erroll (1823–1891), britischer Adliger
- William Hay, 10. Marquess of Tweeddale (1826–1911), britischer Adliger
- William Hay, 11. Marquess of Tweeddale (1884–1967), britischer Adliger
- William Hay, Baron Hay of Ballyore (* 1950), nordirischer Politiker
- William Perry Hay (1872–1947), US-amerikanischer Zoologe
- William Winn Hay (1934–2022), US-amerikanischer Geologe